# Agabus pallens
Agabus pallens là một loài bọ cánh cứng trong họ Bọ nước. Loài này được Poppius miêu tả khoa học năm 1905.